# National Football League 1970s All-Decade Team
Das National Football League 1970s All-Decade Team beinhaltet die Liste der besten NFL-Spieler der 1970er Jahre. Die Spieler werden durch Wahl aufgenommen. Gewählt werden die American-Football-Spieler von den Verantwortlichen der Pro Football Hall of Fame. Sie werden damit für ihre Leistungen als Spieler ausgezeichnet. Eine automatische Aufnahme in die Ruhmeshalle des amerikanischen Footballsports ist damit jedoch nicht verbunden. Die Spieler werden lediglich in den Rekordbüchern der NFL geehrt.

## Offense
| Spielerposition | Spielername       | Profimannschaft      | College                              | Mitglied in der Pro Football Hall of Fame |
| --------------- | ----------------- | -------------------- | ------------------------------------ | ----------------------------------------- |
| Quarterback     | Terry Bradshaw    | Pittsburgh Steelers  | Louisiana Tech University            | ja                                        |
| Quarterback     | Ken Stabler       | Oakland Raiders      | University of Alabama                | ja                                        |
| Quarterback     | Roger Staubach    | Dallas Cowboys       | United States Naval Academy          | ja                                        |
| Runningback     | Earl Campbell     | Houston Oilers       | University of Texas at Austin        | ja                                        |
| Runningback     | Franco Harris     | Pittsburgh Steelers  | Pennsylvania State University        | ja                                        |
| Runningback     | Walter Payton     | Chicago Bears        | Jackson State University             | ja                                        |
| Runningback     | O.J. Simpson      | Buffalo Bills        | University of Southern California    | ja                                        |
| Wide Receiver   | Harold Carmichael | Philadelphia Eagles  | Southern University                  | ja                                        |
| Wide Receiver   | Drew Pearson      | Dallas Cowboys       | Tulsa                                | ja                                        |
| Wide Receiver   | Lynn Swann        | Pittsburgh Steelers  | University of Southern California    | ja                                        |
| Wide Receiver   | Paul Warfield     | Miami Dolphins       | Ohio State University                | ja                                        |
| Tight End       | Dave Casper       | Oakland Raiders      | University of Notre Dame             | ja                                        |
| Tight End       | Charlie Sanders   | Detroit Lions        | University of Minnesota              | ja                                        |
| Tackle          | Dan Dierdorf      | St. Louis Cardinals  | University of Michigan               | ja                                        |
| Tackle          | Art Shell         | Oakland Raiders      | University of Maryland Eastern Shore | ja                                        |
| Tackle          | Rayfield Wright   | Dallas Cowboys       | Fort Valley State                    | ja                                        |
| Tackle          | Ron Yary          | Minnesota Vikings    | University of Southern California    | ja                                        |
| Guard           | Joe DeLamielleure | Buffalo Bills        | Michigan State                       | ja                                        |
| Guard           | John Hannah       | New England Patriots | University of Alabama                | ja                                        |
| Guard           | Larry Little      | Miami Dolphins       | Bethune-Cookman College              | ja                                        |
| Guard           | Gene Upshaw       | Oakland Raiders      | Texas A&M-Kingsville                 | ja                                        |
| Center          | Jim Langer        | Miami Dolphins       | South Dakota State University        | ja                                        |
| Center          | Mike Webster      | Pittsburgh Steelers  | University of Wisconsin–Madison      | ja                                        |

## Defense
| Spielerposition  | Spielername     | Profimannschaft                                   | College                                                           | Mitglied in der Pro Football Hall of Fame |
| ---------------- | --------------- | ------------------------------------------------- | ----------------------------------------------------------------- | ----------------------------------------- |
| Defensive End    | Carl Eller      | Minnesota Vikings Seattle Seahawks                | University of Minnesota                                           | ja                                        |
| Defensive End    | L. C. Greenwood | Pittsburgh Steelers                               | Alabama Agricultural and Mechanical University                    | nein                                      |
| Defensive End    | Harvey Martin   | Dallas Cowboys                                    | Texas A&M University-Commerce                                     | nein                                      |
| Defensive End    | Jack Youngblood | Los Angeles Rams                                  | University of Florida                                             | ja                                        |
| Defensive Tackle | Joe Greene      | Pittsburgh Steelers                               | North Texas State                                                 | ja                                        |
| Defensive Tackle | Bob Lilly       | Dallas Cowboys                                    | Texas Christian University                                        | ja                                        |
| Defensive Tackle | Merlin Olsen    | Los Angeles Rams                                  | Utah State University                                             | ja                                        |
| Defensive Tackle | Alan Page       | Minnesota Vikings                                 | University of Notre Dame                                          | ja                                        |
| Linebacker       | Bobby Bell      | Kansas City Chiefs                                | University of Minnesota                                           | ja                                        |
| Linebacker       | Robert Brazile  | Houston Oilers                                    | Jackson State University                                          | ja                                        |
| Linebacker       | Dick Butkus     | Chicago Bears                                     | University of Illinois at Urbana-Champaign                        | ja                                        |
| Linebacker       | Jack Ham        | Pittsburgh Steelers                               | Pennsylvania State University                                     | ja                                        |
| Linebacker       | Ted Hendricks   | Baltimore Colts Green Bay Packers Oakland Raiders | University of Miami                                               | ja                                        |
| Linebacker       | Jack Lambert    | Pittsburgh Steelers                               | Kent State University                                             | ja                                        |
| Cornerback       | Willie Brown    | Oakland Raiders                                   | Grambling State University                                        | ja                                        |
| Cornerback       | Jimmy Johnson   | San Francisco 49ers                               | UCLA                                                              | ja                                        |
| Cornerback       | Roger Wehrli    | St. Louis Cardinals                               | University of Missouri                                            | ja                                        |
| Cornerback       | Louis Wright    | Denver Broncos                                    | Bakersfield JC San José State University Arizona State University | nein                                      |
| Safety           | Dick Anderson   | Miami Dolphins                                    | Colorado                                                          | nein                                      |
| Safety           | Cliff Harris    | Dallas Cowboys                                    | Ouachita Baptist University                                       | ja                                        |
| Safety           | Ken Houston     | Houston Oilers Washington Redskins                | Prairie View Agricultural and Mechanical University               | ja                                        |
| Safety           | Larry Wilson    | St. Louis Cardinals                               | University of Utah                                                | ja                                        |

## Special Teams
| Spielerposition | Spielername    | Profimannschaft     | College                            | Mitglied in der Pro Football Hall of Fame |
| --------------- | -------------- | ------------------- | ---------------------------------- | ----------------------------------------- |
| Kicker          | Jim Bakken     | St. Louis Cardinals | University of Wisconsin–Madison    | nein                                      |
| Kicker          | Garo Yepremian | Miami Dolphins      | -                                  | nein                                      |
| Punter          | Ray Guy        | Oakland Raiders     | University of Southern Mississippi | ja                                        |
| Punter          | Jerrel Wilson  | Kansas City Chiefs  | University of Southern Mississippi | nein                                      |
| Kick Returner   | Billy Johnson  | Houston Oilers      | Widener University                 | nein                                      |
| Kick Returner   | Rick Upchurch  | Denver Broncos      | University of Minnesota            | nein                                      |

## Trainer
| Trainername | Profimannschaft     | Mitglied in der Pro Football Hall of Fame |
| ----------- | ------------------- | ----------------------------------------- |
| Chuck Noll  | Pittsburgh Steelers | ja                                        |
| Don Shula   | Miami Dolphins      | ja                                        |